# Wahl zum Schwedischen Reichstag 1979
- VPK: 20
- S: 154
- C: 64
- FP: 38
- M: 73

Die Wahl zum Schwedischen Reichstag 1979 fand am 16. September 1979 statt.

## Wahlergebnis
| Partei             | Partei                                           | Vorsitzender       | Stimmen   | Stimmen | Stimmen | Sitze  | Sitze |
| Partei             | Partei                                           | Vorsitzender       | Anzahl    | %       | +/−     | Anzahl | +/−   |
| ------------------ | ------------------------------------------------ | ------------------ | --------- | ------- | ------- | ------ | ----- |
|                    | Sozialdemokratische Arbeiterpartei Schwedens (S) | Olof Palme         | 2.356.234 | 43,24   | +0,49   | 154    | +2    |
|                    | Moderate Sammlungspartei (M)                     | Gösta Bohman       | 1.108.406 | 20,34   | +4,75   | 73     | +18   |
|                    | Zentrumspartei (C)                               | Thorbjörn Fälldin  | 984.589   | 18,07   | −6,01   | 64     | −22   |
|                    | Volkspartei (FP)                                 | Ola Ullsten        | 577.063   | 10,59   | −0,47   | 38     | −1    |
|                    | Linkspartei Kommunisten (V)                      | Lars Werner        | 305.420   | 5,61    | +0,86   | 20     | +3    |
|                    | Christliche Demokratische Sammlungsbewegung (KD) | Alf Svensson       | 75.993    | 1,39    | +0,03   | —      | —     |
|                    | Arbeiterpartei – Die Kommunisten (APK)           | Rolf Hagel         | 10.725    | 0,20    | —       | —      | —     |
|                    | Sonstige                                         | Sonstige           | 30.208    | 0,55    | —       | —      | —     |
|                    | Gesamt                                           | Gesamt             | 5.448.638 | 100,00  |         | 349    |       |
| Wahlberechtigte    | Wahlberechtigte                                  | Wahlberechtigte    | 6.040.461 |         |         |        |       |
| Wahlbeteiligung    | Wahlbeteiligung                                  | Wahlbeteiligung    | 90,72 %   |         |         |        |       |
| Abgegebene Stimmen | Abgegebene Stimmen                               | Abgegebene Stimmen | 5.480.126 |         |         |        |       |
| Ungültige Stimmen  | Ungültige Stimmen                                | Ungültige Stimmen  | 31.488    |         |         |        |       |
| Quelle:            |                                                  |                    |           |         |         |        |       |